# صليباء الشاي
صليباء الشاي (الاسم العلمي: Sclerotinia camelliae) هو نوع من الفطريات يتبع جنس الصليباء من فصيلة الصليباوات.